# Josef Tieftrunk
Josef Tieftrunk (23. listopadu 1814 Bělá pod Bezdězem – 29. srpna 1889 Praha) byl český lékař.

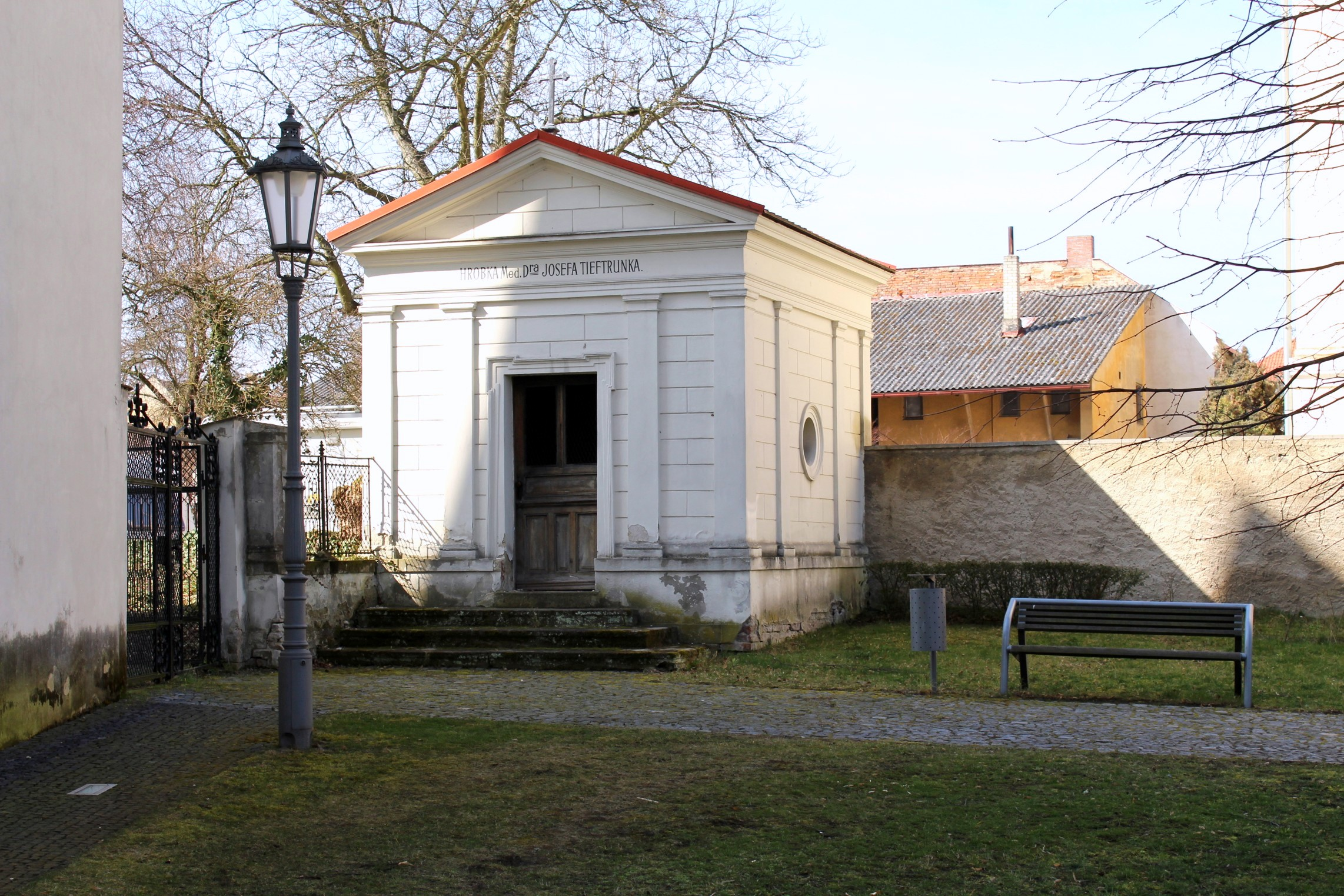
Hrobka Josefa Tieftrunka u kostela Povýšení sv. Kříže v Bělé pod Bezdězem

## Život
Mezi lety 1829–1834 studoval na gymnáziu v Mladé Boleslavi. V roce 1835 odešel studovat do Prahy, nejprve na Filosofickou fakultu Karlo-Ferdinandovy univerzity, která byla předpokladem pro studium na dalších fakultách, poté na lékařskou fakultu, kde roku 1845 promoval. Od roku 1862 se účastnil schůzí Spolku českých lékařů.
Od roku 1862 nebo 1867 pracoval jako tělesný lékař odstoupivšího císaře a krále Ferdinanda Dobrotivého a pobýval s ním v rezidencích v Praze, v Zákupech a v Ploskovicích až do Ferdinandovy smrti v roce 1875.
Po roce 1875 bydlel střídavě na Linhartském plácku v Praze a v Bělé pod Bezdězem a neprovozoval lékařskou praxi.
Ačkoliv zemřel v Praze, byl pohřben do pozdně empírové zděné hrobky na hřbitově u kostela Povýšení sv. Kříže v Bělé pod Bezdězem, zbudované v roce 1889 podle plánů Josefa Krejbicha.

### Veřejné působení
Již během studií udržoval styky s vlastenci Janem Krouským, Karlem Aloisem Vinařickým, Martinem Přibylem a Václavem Bolemírem Nebeským. V revolučním roce 1848 byl členem Slovanského sjezdu. Po požáru v Bělé pod Bezdězem roku 1858 se ve sbírce pro pohořelé Tieftrunkovou zásluhou sesbíralo 21 000 zlatých, za což byl jmenován čestným občanem Bělé. Byl také pokladníkem při sbírce pro stavbu chrámu sv. Cyrila a Metoděje v Karlíně. V listopadu 1861 byl zvolen do sboru pro zřízení Národního divadla.
Roku 1881 nechal na svůj náklad obnovit kazatelnu ve farním kostele Povýšení sv. Kříže v Bělé. Byl rovněž dobrodincem bělské klášterní školy.

### Vyznamenání
- Řád svatého Silvestra – komandér[4]
- Čestné občanství v Bělé pod Bezdězem – 1862[4]